# Sergio Cosimini
Sergio Cosimini, detto il "Folle di Firenze" (Firenze, 1963), è un serial killer italiano, responsabile di tre omicidi commessi in Toscana tra il 1989 e il 1990.

## Biografia
Sergio Cosimini nacque a Firenze nel 1963, in una famiglia benestante. Il padre Franco era proprietario di un mobilificio a Poggibonsi, mentre la madre veniva da un contesto familiare agiato. La morte di quest'ultima per leucemia turbò profondamente la psiche di Sergio che subito dopo l'evento cominciò a manifestare i primi segni di squilibrio mentale. Per "paura di essere aggredito", Cosimini decise di procurarsi diversi coltelli e catene che teneva nella sua camera in cui si rinchiudeva per lunghi periodi. Franco Cosimini, nel frattempo risposatosi con una giovane senese, iniziò a mandare il figlio in cura da psicologi e psichiatri ma Sergio sviluppò una grave forma di depressione ansiosa. Nel 1979 compì il primo furto in un'armeria di Firenze, rubando una pistola, e cominciò ad avere visioni mistiche dicendo di vedere la Madonna.
Nel 1981, una volta raggiunta la maggiore età, prestò servizio militare ma venne congedato dopo due anni in quanto l'Ufficiale Medico riconobbe in lui una "personalità schizoide inadatta alle attività collettive". L'8 novembre 1988 Cosimini, con un fucile a canne mozze sotto il giubbotto, fu fermato a bordo di un ciclomotore. Interrogato sul perché avesse l'arma, scherzando disse "andavo a fare una rapina". Cosimini iniziò presto a fare uso di sostanze stupefacenti e a vivere di espedienti.

### Gli omicidi
Un anno dopo l'episodio della probabile rapina, il 26 dicembre 1989 Cosimini uccise a Firenze il pensionato Antonio Cordone, ex allenatore di calcio di 65 anni che stava passeggiando con il suo cane nelle vicinanze. Cosimini freddò l'uomo con uno sparo alla tempia e lasciò accanto al cadavere una lettera piena di minacce verso l'ex capo della Squadra Mobile di Firenze, lettera che poi firmò con la sigla dell'anticristo. Successivamente, Cosimini rivendicò l'omicidio di Cordone con due telefonate anonime alla polizia ma nessuno sospettò mai di lui.
Il 20 marzo 1990 Cosimini abusò sessualmente di due ragazze per strada e picchiò un poliziotto arrivato sul posto: per questo fatto venne condannato a quattro mesi di reclusione, ma venne ritenuto "non pericoloso" dal giudice e quindi non scontò neanche un giorno in carcere. Nemmeno due mesi dopo, il 1° giugno, Cosimini si trovò a bordo di un ciclomotore, forse rubato, a Siena, guidando in contromano in Via dei Gazzani. Notata l'infrazione, una pattuglia formata dai carabinieri Mario Forziero e Nicola Campanile si avvicinò a Cosimini per degli accertamenti. Appena li vide, Cosimini scese dal mezzo e li uccise entrambi con tre colpi di Colt 42. Forziero morì sul colpo piegandosi sul volante, mentre Campanile riuscì a scendere dalla vettura e a sparare due colpi a vuoto prima di accasciarsi a terra. Dopo i delitti Cosimini fuggì provando a mescolarsi tra i turisti, ma fu catturato dopo una rocambolesca fuga. Arrestato e portato in caserma, confessò non solo il duplice omicidio appena compiuto ma anche di aver ucciso Antonio Cordone sei mesi prima con la giustificazione "mi aveva guardato male". Disse la stessa cosa di Forziero e Campanile, aggiungendo "quando esco concludo il lavoro".

### Processo e detenzione
Al processo Cosimini fu dichiarato totalmente incapace di intendere e di volere, venendo quindi rinchiuso nell'OPG di Montelupo Fiorentino. Al riguardo, il padre Franco (deceduto nel 2001) disse "Vi prego, non lo fate uscire mai più" e lasciò scritto espressamente nel suo testamento "non vi occupate più di Sergio". Nel 1998, mentre si trovava ai Giardini di Boboli, Cosimini riuscì a scappare dalla sorveglianza di due volontarie e restò latitante per due giorni prima di essere catturato a Fiesole: al momento dell'arresto disse "Volevo un momento di libertà, in ospedale mi davano troppe medicine. Sentivo voci che mi dicevano di suicidarmi". Cosimini venne successivamente spostato in altri OPG, tra cui quello di Castiglione delle Stiviere. 
Il 6 gennaio 2016, in seguito ad azioni di autolesionismo alle dita del piede, Cosimini venne ricoverato all'ospedale San Giuseppe di Empoli e il 2 febbraio dello stesso anno, con la chiusura definitiva dell'OPG di Montelupo Fiorentino, venne trasferito nella REMS di Volterra. 
Tale decisione fu fortemente criticata da Marco Cordone, figlio della prima vittima di Cosimini. Fondatore del comitato "Dalla parte di Abele" che ha l'obiettivo di ricordare tutte le vittime della criminalità e chiedere la certezza ed effettività della pena, Marco Cordone si disse contrario alla chiusura degli OPG e sostenne che il trasferimento di Cosimini nella REMS di Volterra fosse vergognoso, in quanto si trattava di una struttura sprovvista di vigilanza armata.